# 乌苏里管鼻蝠
乌苏里管鼻蝠（学名：Murina ussuriensis）为蝙蝠科管鼻蝠属的动物。其种加词“ussuriensis”意为“乌苏里的”。分布于朝鲜，俄国和中国大陆黑龙江、吉林等地。该物种的模式产地在西伯利亚乌苏里地区。